# Cicero Moraes

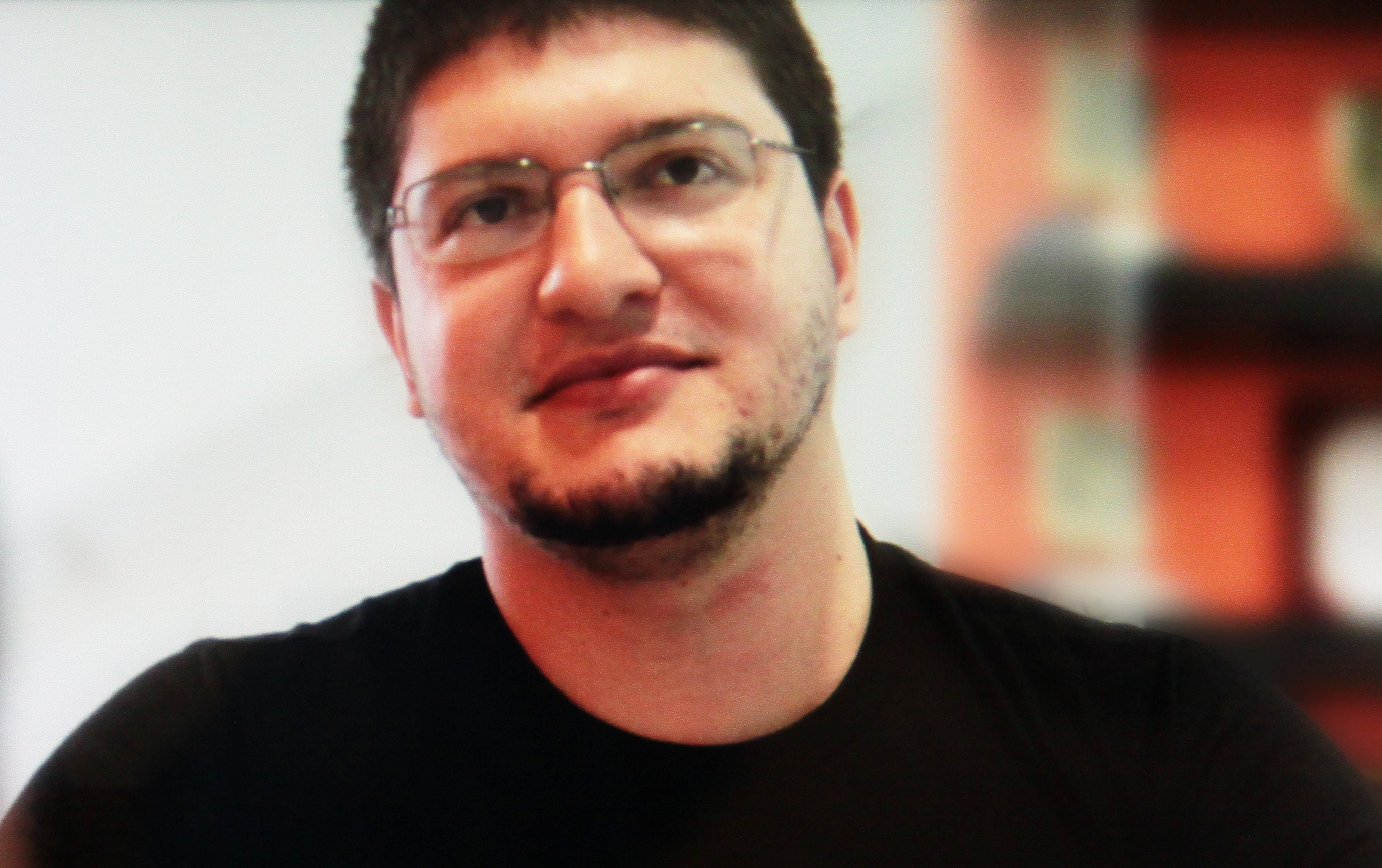
Cicero Moraes

Cicero Moraes (* 13. November 1982 in Chapecó) ist ein brasilianischer 3D-Designer. 
Moraes hat sich auf den Bereich der forensischen Gesichtsrekonstruktion und das Konstruieren von Prothesen für Menschen und andere Tierarten spezialisiert.
Bekannt wurde Moraes durch die Gesichtsrekonstruktion von religiösen und historischen Persönlichkeiten, wie z. B. 
- dem Franziskaner Antonius von Padua[1][2]
- dem Heiligen und Märtyrer Valentin von Terni[3], der als Patron der Liebenden verehrt wird
- einem Bewohner der antiken italienischen Stadt Herculaneum[4]
- einem Bewohner der tschechischen Stadt Celakovice[5], der vermutlich als Vampir identifiziert und mit einem Holzpflock im Herzen hingerichtet wurde
- einem Herrscher von Sipan[6] aus der Moche-Kultur
- Paulina vom Herzen Jesu im Todeskampf[7]
- einer Frau von Cuatro Tupus[8][9] aus der Caral-Zivilisation

Im veterinären Bereich entwarf Moraes 3D-Prothesen u. a. für Hunde, Aras, Gänse und Schildkröten.
Moraes ist Mitglied von Intertel und Mensa.